# Rue de Fargues
La rue de Fargues, est une voie du quartier la Martinière dans le 1er arrondissement de Lyon, en France. Elle est nommée en hommage au comte de Fargues, le 28 mai 1834 et ouverte sur le tènement de la Déserte.

## Galerie

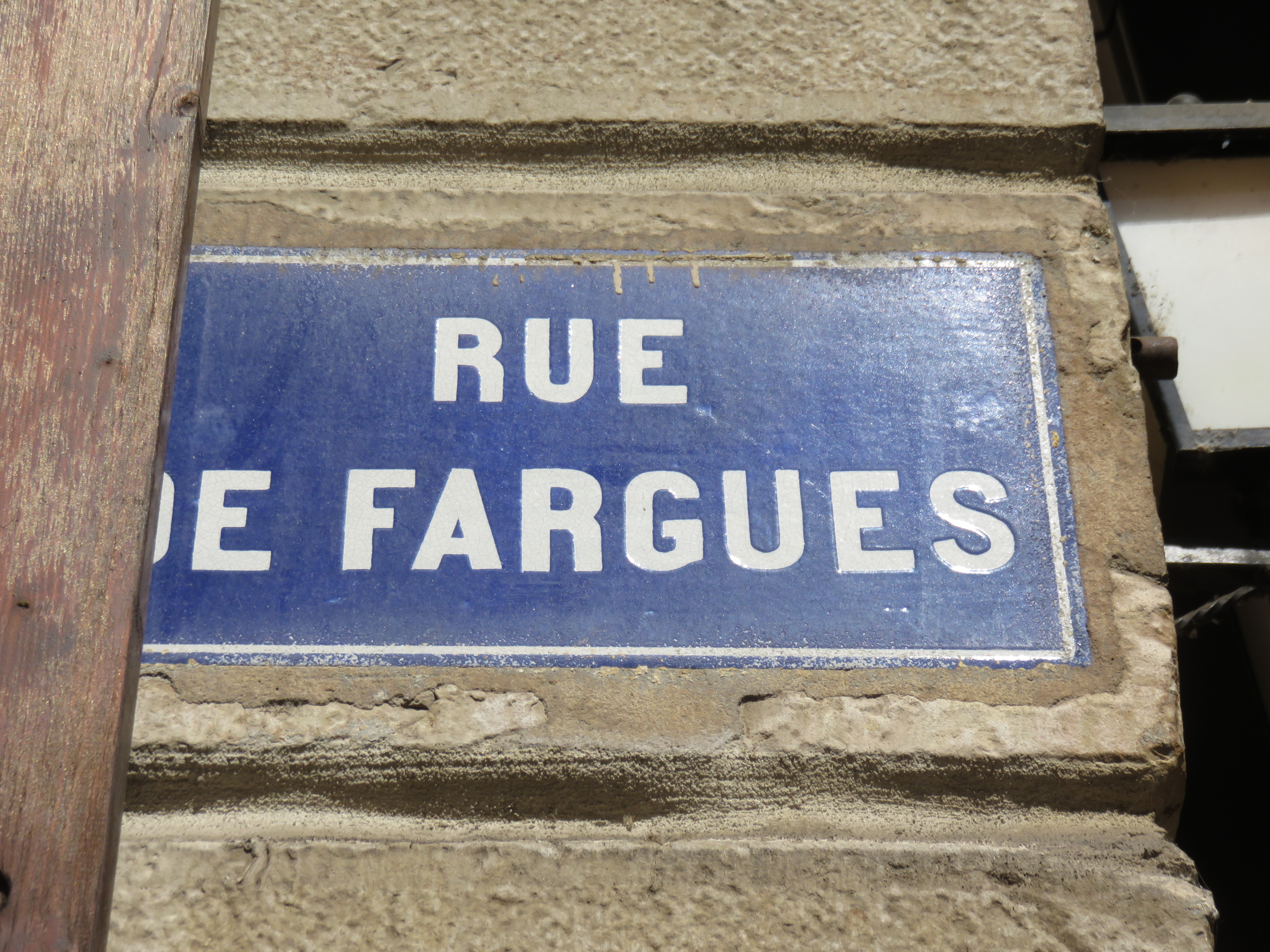
plaque de la rue de Fargues